# 格拉尼特峰
格拉尼特峰（英語：Granite Peak），海拔12,807英尺（3,904），是美国蒙大拿州的自然最高点，同时也是美国国内的第十高峰。它位于帕克縣阿布萨罗卡-熊牙荒原内，临近斯蒂爾沃特縣、卡本縣的县界处，怀俄明州州界线10英里（16）、哥伦布以西南45英里（72）处。